# Delfinen-Klasse
Die Delfinen-Klasse war ein dieselelektrischer U-Boot-Typ, der als die letzte „rein“ dänische Konstruktion gilt. Die vier Schiffe der Klasse wurden in der Orlogsværftet auf Kiel gelegt. Die ersten drei Schiffe wurden gänzlich von Dänemark finanziert, das vierte mit von den USA. Die Schiffe traten in den aktiven Dienst im Jahr 1961 und das letzte wurde 1990 ausgemustert. Die Schiffe wurden durch die Kobben-Klasse ersetzt.

## Geschichte
Die dänische Marine brauchte nach dem Zweiten Weltkrieg neue Schiffe. Da ihr innerhalb der NATO die Aufgabe zugeteilt wurde die Ostsee zu schützen, lag der Fokus auf Unterseebooten. Die Delfinen-Klasse waren 53,9 m lange und  4,7 m breite Boote, mit einem Tiefgang von 4 m. Aufgetaucht verdrängten sie 573 t, getaucht 649 t. Die Schiffe hatten eine Besatzung von 33 Mann.

## Einheiten
| Name         | Kiellegung       | Stapellauf       | Indienststellung | Außerdienststellung | Verbleib                    |
| ------------ | ---------------- | ---------------- | ---------------- | ------------------- | --------------------------- |
| Delfinen     | 1. Juli 1954     | 4. Mai 1956      | 1. August 1961   | 2. August 1983      | Verschrottet                |
| Spækhuggeren | 1. Dezember 1954 | 20. Februar 1957 | 1. August 1961   | 31. Juli 1989       | Verschrottet                |
| Tumleren     | 22. Mai 1956     | 22. Mai 1958     | 1. August 1961   | 6. August 1981      | Verschrottet                |
| Springeren   | 3. Januar 1961   | 22. April 1963   | 22. Oktober 1964 | 31. März 1990       | Als Museumsschiff erhalten. |